# イブニングネットワーク (JRN)
『イブニングネットワーク』は1990年4月からの1993年3月までJRN加盟各局で放送された夕方のコンプレックス情報番組。

## 概要
1990年3月末までは17:45-18:00に「ニュースハイライト」が放送され、これにスポーツコーナー（事実上プロ野球中継の前座）を加えた15分のオムニバス形式の番組としてスタートしたが、放送上でこの「イブニングネットワーク」の題名が発せられることはなかった（MBSラジオのみ例外）。

## 構成番組
概ね17:52ごろを分岐点に次の2番組で放送された。
- 第1部　「ニュースハイライト」
- 第2部
上半期　「（日産）プロ野球ホットスタジアム」（1992年度はスポンサーなし）
下半期　1990・91年度「日産・話題のサイドボード」　1992年度「今村稔のラジオジャーナル'92-93」

### 詳細
- 第1部は当該項参照
- 第2部
上半期はその日のナイターの見どころ、特にJRN系列全国放送される試合には試合会場からの中継をつないで解説者とパーソナリティーの対談で紹介した。
下半期はコメンテーターを交えて、最新の情報についての座談だった

## 出演者
- 第1部　全期間を通して今村稔
- 第2部
上半期　月・火曜　山田二郎、水-金曜　渡辺謙太郎
下半期　1990・91年度　藤田恒美らTBS女性アナウンサー（藤田以外氏名不明）　1992年度　今村稔

## MBSラジオでの例外措置
当時ラジオ・テレビ兼営局であった毎日放送（MBS）では、「ラジオ報道部」と称される部署をラジオ放送部門に設置。ラジオニュースについては、1975年3月31日にテレビ放送部門がネットチェンジによってJNNに加盟するまで、毎日新聞社による協賛・記事提供の下に全国ニュースも自社制作の『毎日ニュース』として放送していた。
MBSではJNNへの加盟を機に、JRNのニュースネットにも参加。1975年4月以降は、前月までJNNに加盟していたラジオ・テレビ兼営局（当時）の朝日放送（ABC）から、『ニュースハイライト』の同時ネットや近畿地方での取材担当を引き継いでいた。その関係で、プロ野球シーズンには、プロ野球中継の『毎日放送ダイナミックナイター』を18:15（1982年まで）→18:00（1983年以降）から開始していた。ちなみに、MBS・ABCとも後の分社化でラジオ放送部門を関連会社（MBSラジオ・朝日放送ラジオ）が承継しているが、承継後もJRNへの加盟を継続。
しかし、1990年4月改編で『ニュースハイライト』が当番組および『ウィークエンドネットワーク』に内包されたことを機に、『ダイナミックナイター』を全曜日17:45スタートに繰り上げ。その関係で、当番組内の「ニュースハイライト」を本編自社制作の企画ネットへ切り替えるとともに、『諸口あきらのイブニングレーダー』（自社制作・生放送による報道・情報番組）の中で17:30頃に「イブニングネットワーク〜きょうのニュースのまとめ〜」というタイトルのコーナーとして組み込むようになった。
なお、『ウィークエンドネットワーク』内の全国ニュースについては、同様の方法で企画ネットコーナーの「ウィークエンドネットワーク」に移行。当番組の「-ホットスタジアム」については、『太田幸司のスポーツナウ』で企画ネットを実施した（プロ野球シーズンは前座コーナー扱い、オフシーズンはネットCMのみ放送）。そして、この改編を機に、ニュース番組以外でもTBS制作・JRNネット番組の同時ネットを年々減らしている。

## 関連番組
- ウィークエンドネットワーク
- ネットワークTODAY